# Lisas dag
|  | Denne artikel er oprettet af botten PalnaBot ud fra en ekstern database. Den kan derfor have sproglige fejl eller mangler. Denne skabelon kan fjernes efter kontrol af indholdet. |

Lisas dag er en kortfilm instrueret af Laurits Munch-Petersen efter manuskript af Laurits Munch-Petersen.

## Handling
Lisa forlader sit hjem på landet for at tage til byen. Nogen gange kan man opleve, at et hel liv opleves på én dag, og det sker for Lisa.